# Perfect Crime (manga)
Perfect Crime (不能犯?, Funouhan), noto anche con il titolo internazionale Impossibility Defense, è un manga scritto da Arata Miyatsuki e disegnato da Yuka Kanzaki, serializzato dalla Shūeisha sulla rivista bimestrale Grand Jump dal 17 aprile 2013 al 4 novembre 2020.
Il significato del titolo Perfect Crime viene esplicitato nel sesto volume, come introduzione al trentasettesimo episodio, e definito come «un crimine impossibile da provare, perché commesso in circostanze in cui il reato in sé è difficile che possa realizzarsi. Più precisamente, è talmente complicato provare che il reato sia realmente avvenuto che spesso non si arriva nemmeno a giudizio».

## Trama
Tadashi Usobuki è un essere dal passato oscuro, che indossa sempre una giacca nera e ha due iridi color sangue; pur non essendo interessato al denaro, svolge il mestiere di assassino su commissione, con lo scopo di dimostrare quanto gli umani siano in realtà fragili. Per eseguire i suoi incarichi, Usobuki usa un particolare tipo di ipnosi, che fa leva sull'autosuggestione del soggetto da uccidere: in particolare, a quest'ultimo viene fatto credere di trovarsi in una determinata situazione, che tuttavia è soltanto frutto della propria immaginazione. Al termine di ogni assassinio, il sicario è solito ripetere alcune frasi riguardanti la natura umana, la più ricorrente delle quali è «che sciocchi, gli umani...».
Una volta assegnato a Usobuki un incarico, è impossibile revocarlo; l'unica condizione per interrompere l'opera è che il mandante muoia. Tutti coloro che si rivolgono a Usobuki sono comunque caratterizzati dal fatto che, dopo aver assegnato al killer un omicidio, si ritrovano sempre in una situazione peggiore di quella di partenza, che la maggior parte delle volte conduce alla morte sia loro stessi che le persone a cui tengono. Tra i pochi soggetti capaci di resistere all'autosuggestione di Usobuki è presente l'ispettore Tomoki Tada, giovane caratterizzato da uno spiccato senso dell'onestà e da un fortissimo senso di giustizia. Tra Usobuki e Tada si viene a creare un particolare rapporto: Usobuki infatti stima Tada e in un certo senso ne è "ossessionato", tanto da stabilire la regola base di non ucciderlo per poter giocare contro di lui una partita equa.
Tada ha intenzione di arrestare Usobuki per vendicare Yome, poliziotta che il sicario anni prima aveva ucciso su commissione e di cui era innamorato; la sorella maggiore di Yome, Mifuyu, è una nota psicologa che desidera con tutta sé stessa la morte dell'assassino e che per fare ciò non esita a manipolare Tada. In seguito, dopo essere stata ingannata dal sicario, la donna tuttavia si suicida; nel frattempo Tada lentamente si fa trascinare dall'oscurità che l'assassino porta con sé, iniziando ad avere numerosi dubbi morali e perdendo le proprie certezze. Nel corso delle indagini, il giovane è tuttavia aiutato dall'agente Asako Momose, una sua coetanea segretamente innamorata di lui, che cerca di non fargli smarrire la retta via e gli ricorda costantemente che l'unico suo scopo è arrestare Usobuki, e non ucciderlo.
Mifuyu, prima di morire, lascia a Tada una lettera nella quale supplica il giovane di non compiere i suoi stessi errori e di non lasciarsi consumare dall'odio, scrivendogli: «Tomoki, non può esistere un semplice "scusa" al madornale errore che ho commesso, ma senza di esso mai mi sarei resa conto di quanto fosse assurda e sbagliata la mia convinzione di poter vincere Usobuki uccidendolo. Tomoki, se mai fossi riuscito a mettere da parte i tuoi timori, i tuoi scrupoli, e avessi ucciso Usobuki, non avresti dimostrato la tua forza, ma la tua debolezza. Un omicidio può generare solo oscurità, provocando così quella che Usobuki chiama la fragilità degli umani. Ciò significa che ucciderlo equivarrebbe a farlo vincere su te e su tutti noi. Perciò, Tomoki, ti prego, Usobuki non deve essere ucciso: men che meno da te».
Tomoki rinnova così la propria promessa di arrestare e non uccidere il killer, malgrado quest'ultimo sembri provare un forte desiderio di terminare la propria esistenza. Nel frattempo, nel distretto di Tada giunge un nuovo agente, Shintaro Nanjo, che in passato aveva conosciuto Usobuki: il carattere gentile del giovane lo rende fin da subito benvoluto da tutti, anche se in parte Momose pensa che nasconda qualcosa di strano. In realtà, Nanjo è un uomo dalle due facce: una in cui è un premuroso poliziotto e si dedica al volontariato, e l'altra in cui è uno spietato assassino che uccide giovani ragazze. L'unico scopo di Nanjo è portare Usobuki alla rovina, e per farlo cerca di sfruttare la personalità di Tada.

## Manga
In Giappone, Perfect Crime è stato serializzato sulla rivista bimestrale Grand Jump dal 17 aprile 2013 al 4 novembre 2020; dal 9 gennaio 2014 al 19 gennaio 2021, l'opera è stata inoltre pubblicata in tankōbon dalla Shueisha. In Italia, l'opera è stata pubblicata da Panini Comics, mediante l'etichetta Planet Manga, dal 22 marzo 2018 al 2 giugno 2022; i primi nove volumi hanno avuto cadenza bimestrale, mentre a partire dal decimo essa è stata variabile. Nell'edizione italiana del manga, ogni capitolo viene definito episodio.
Riguardo al carattere del protagonista, Tadashi Usobuki, l'autore Arata Miyatsuki ha affermato «fin da piccolo sognavo di disegnare un fumetto che avesse come protagonista un eroe che risolvesse in maniera fighissima i problemi e i tormenti di coloro che gli si rivolgevano. Ammetto che il personaggio che ho creato sia leggermente diverso dall'eroe che avevo in mente, però sono comunque felicissimo di poter lavorare a Perfect Crime».

### Volumi
| 1  | 9 gennaio 2014 | ISBN 978-4-08-879730-4 | 22 marzo 2018     | ISBN 978-88-912-6846-4 |
| 1  | Capitoli - 1. Espiazione di un'errata accusa - 2. Tradimento fra sorelle - 3. Ciò che non ti aspetteresti di trovare in casa - 4. Amore di mezza età - 5. L'uomo che ha amato troppo la sua famiglia - 6. Non degna di essere madre                                                    |                        |                   |                        |
| 2  | 19 settembre 2014 | ISBN 978-4-08-879890-5 | 17 maggio 2018    | ISBN 978-88-912-6907-2 |
| 2  | Capitoli - 7. Il diavolo del sito "Aspettando Dio" (prima parte) - 8. Il diavolo del sito "Aspettando Dio" (seconda parte) - 9. La poltrona di direttore - 10. Il vero volto di un marito - 11. Un passato da nascondere - 12. Perché mi hai lasciata? - 13. Un uomo deve essere forte |                        |                   |                        |
| 3  | 17 aprile 2015 | ISBN 978-4-08-890137-4 | 19 luglio 2018    | ISBN 978-88-912-6962-1 |
| 3  | Capitoli - 14. Il paladino della giustizia - 15. Lo scommettitore - 16. Il prezzo del capolavoro - 17. Il sogno di una vittima di bullismo - 18. Lo specchio della collaboratrice domestica - 19. La donna attira-sventure - 20. L'errore di calcolo dell'investigatore                |                        |                   |                        |
| 4  | 19 febbraio 2016 | ISBN 978-4-08-890366-8 | 20 settembre 2018 | ISBN 978-88-912-8523-2 |
| 4  | Capitoli - 21. L'oscurità di Usobuki (parte prima) - 22. L'oscurità di Usobuki (parte seconda) - 23. Amore genitoriale - 24. Scandalo (parte prima) - 25. Scandalo (parte seconda) - 26. Viso - 27. La falsa famiglia                                                                  |                        |                   |                        |
| 5  | 18 novembre 2016 | ISBN 978-4-08-890417-7 | 15 novembre 2018  | ISBN 978-88-912-8605-5 |
| 5  | Capitoli - 28. Vendetta a ogni costo (parte prima) - 29. Vendetta a ogni costo (parte seconda) - 30. Vendetta a ogni costo (parte terza) - 31. Alta infedeltà - 32. Vecchie amicizie (parte prima) - 33. Vecchie amicizie (parte seconda) - 34. Luce                                   |                        |                   |                        |
| 6  | 19 settembre 2017 | ISBN 978-4-08-890750-5 | 14 febbraio 2019  | ISBN 978-88-912-8695-6 |
| 6  | Capitoli - 35. Gli ideali di un uomo (parte prima) - 36. Gli ideali di un uomo (parte seconda) - 37. Gli ideali di un uomo (parte terza) - 38. Il prezzo di un errore - 39. La gloria di un mister - 40. Legame fra coniugi (parte prima) - 41. Legame fra coniugi (parte seconda)     |                        |                   |                        |
| 7  | 19 gennaio 2018 | ISBN 978-4-08-890852-6 | 11 aprile 2019    | ISBN 978-88-912-8761-8 |
| 7  | Capitoli - 42. Immunità (parte prima) - 43. Immunità (parte seconda) - 44. Immunità (parte terza) - 45. Far finta di niente - 46. Il sogno di una ragazza - 47. Fra luce e oscurità (parte prima) - 48. Fra luce e oscurità (parte seconda)                                            |                        |                   |                        |
| 8  | 19 giugno 2018 | ISBN 978-4-08-891021-5 | 20 giugno 2019    | ISBN 978-88-912-8851-6 |
| 8  | Capitoli - 49. Verso la luce - 50. Cosa ti rende un eroe - 51. Legami di sangue - 52. Il potere della giustizia (parte prima) - 53. Il potere della giustizia (parte seconda) - 54. Il potere della giustizia (parte terza) - 55. L'uomo venuto dal passato                            |                        |                   |                        |
| 9  | 19 febbraio 2019 | ISBN 978-4-08-891214-1 | 8 agosto 2019     | ISBN 978-88-912-8940-7 |
| 9  | Capitoli - 56. Oblio - 57. La mia creatura preziosa - 58. Dietro la maschera - 59. Faccia a faccia col passato - 60. Più "io" - 61. L'aula della morte (parte prima) - 62. L'aula della morte (parte seconda)                                                                          |                        |                   |                        |
| 10 | 18 ottobre 2019 | ISBN 978-4-08-891393-3 | 25 giugno 2020    | ISBN 978-88-912-9430-2 |
| 10 | Capitoli - 63. Fare sul serio (parte prima) - 64. Fare sul serio (parte seconda) - 65. Crossing the Line - 66. La profezia che si autoavvera (parte prima) - 67. La profezia che si autoavvera (parte seconda) - 68. A Confession (parte prima) - 69. A Confession (parte seconda)     |                        |                   |                        |
| 11 | 19 agosto 2020 | ISBN 978-4-08-891682-8 | 20 maggio 2021    | ISBN 978-88-912-9951-2 |
| 11 | Capitoli - 70. Anomalia - 71. Scomparsa - 72. The Someone Behind - 73. Scommessa - 74. Il pianto di Lucifero - 75. Immondizia - 76. Promessa e responsabilità |                        |                   |                        |
| 12 | 19 gennaio 2021 | ISBN 978-4-08-891767-2 | 2 giugno 2022     | ISBN 978-88-287-6679-7 |
| 12 | Capitoli - 77. Il killer del gabinetto - 78. Watch Together - 79. Una forza poco onesta - 80. La vera identità di Usobuki (prima parte) - 81. La vera identità di Usobuki (seconda parte) - 82. La fine di Tada - Ultimo capitolo. Il killer della cabina telefonica                   |                        |                   |                        |